# McClure (Pennsilvània)
McClure és una població dels Estats Units a l'estat de Pennsilvània. Segons el cens del 2000 tenia 975 habitants.

## Demografia
Segons el cens del 2000, McClure tenia 975 habitants, 403 habitatges, i 282 famílies. La densitat de població era de 101,7 habitants/km².
Dels 403 habitatges en un 27,3% hi vivien nens de menys de 18 anys, en un 57,6% hi vivien parelles casades, en un 6,2% dones solteres, i en un 30% no eren unitats familiars. En el 25,1% dels habitatges hi vivien persones soles el 14,6% de les quals corresponia a persones de 65 anys o més que vivien soles. El nombre mitjà de persones vivint en cada habitatge era de 2,42 i el nombre mitjà de persones que vivien en cada família era de 2,83.
Per edats la població es repartia de la següent manera: un 22,4% tenia menys de 18 anys, un 9,3% entre 18 i 24, un 24,9% entre 25 i 44, un 22,9% de 45 a 60 i un 20,5% 65 anys o més.
L'edat mediana era de 40 anys. Per cada 100 dones de 18 o més anys hi havia 92,6 homes.
La renda mediana per habitatge era de 30.865 $ i la renda mediana per família de 37.083 $. Els homes tenien una renda mediana de 28.698 $ mentre que les dones 25.739 $. La renda per capita de la població era de 15.466 $. Entorn del 4,2% de les famílies i el 7,9% de la població estaven per davall del llindar de pobresa.

## Poblacions més properes
El següent diagrama mostra les poblacions més properes.